# Małgorzata Dzieduszycka-Ziemilska
Małgorzata Maria Dzieduszycka-Ziemilska (ur. 1 czerwca 1949 w Krakowie) – polska publicystka, krytyczka teatralna; konsul generalna w Montrealu (1992–1996), stała przedstawicielka przy UNESCO w Paryżu (2000–2003).

## Życiorys
Ukończyła polonistykę na Uniwersytecie Wrocławskim. Jej praca magisterska o Teatrze Jerzego Grotowskiego ukazała się drukiem i była pierwszą książką o Grotowskim wydaną w Polsce.
W latach 1974–1981 współpracowniczka ITD, Kultury, Polityki oraz Dialogu. W latach 1981–1990 kierowniczka literackiego teatru „Kalambur” we Wrocławiu oraz Teatru „Studio” w Warszawie. Prowadziła dział zagraniczny w miesięczniku Teatr. Organizatorka międzynarodowych festiwali teatru awangardowego we Wrocławiu.
W 1990 objęła funkcję doradczyni ministra kultury i została reprezentantką Polski w Komitecie Kultury Rady Europy, a także sekretarz generalną polskiej filii Fundacji Kultury Europejskiej. W 1992 mianowana konsul generalną w Montrealu, gdzie funkcję tę sprawuje do jesieni 1996. Współzałożycielka Polish-Canadian Committee for Dialogue, koncentrującego się na współpracy polsko-żydowskiej. Następnie była stałą przedstawicielką RP przy UNESCO w Paryżu (2000–2003). Członkini Polskiego Komitetu ds. UNESCO.
Z mężem Andrzejem Ziemilskim (1923–2003) ma dwóch synów: Wojciecha oraz Pawła. Wywodzi się z rodu pieczętującego się niegdyś herbem Sas, jest córką Wojciecha Dzieduszyckiego i jego drugiej żony Haliny.

## Publikacje
- Tysiąc wiatrów w biegu, Warszawa: Państwowy Instytut Wydawniczy, 2015.
- Wszyscy jesteśmy nomadami, Warszawa, Świat Książki, 2012.
- Idiomy angielskie: słownik, Warszawa: Wiedza Powszechna, 2001, 2005, 2009.
- Ameryka z miłością i złością, Wrocław: Wydawnictwo Dolnośląskie, 1989.
- Apocalypsis cum figuris: opis spektaklu Jerzego Grotowskiego, Kraków: Wydawnictwo Literackie, 1974.